# Субботін Дмитро Миколайович
Дмитро Миколайович Субботін (рос. Дмитрий Николаевич Субботин; 20 жовтня 1977, м. Томськ, СРСР) — російський хокеїст, лівий нападник.

## Ігрова кар'єра
Вихованець хокейної школи «Спартаковець» (Єкатеринбург). Виступав за «Автомобіліст» (Єкатеринбург), ЦСКА (Москва), «Динамо» (Москва), «Лада» (Тольятті), «Металург» (Магнітогорськ), «Сєвєрсталь» (Череповець), «Авангард» (Омськ), «Салават Юлаєв» (Уфа), ХК МВД-ТХК (Твер), «Витязь» (Чехов), «Югра» (Ханти-Мансійськ), «Рубін» (Тюмень), «Динамо» (Балашиха). 
У складі національної збірної Росії учасник чемпіонату світу 1999 (6 матчів, 0+0).
Брат: Андрій Субботін.

## Досягнення
- Чемпіон Росії (2004)
- Чемпіон ВХЛ (2011)
- Володар Кубка європейських чемпіонів (2005).